# Marco Aurélio Jacozinho
Marco Aurélio da Silva Moço (Rio de Janeiro, 16 de Março de 1977), mais conhecido como Marco Aurélio Jacozinho ou simplesmente Marco Aurélio, é um ex-futebolista brasileiro que atuava como meia.
Habilidoso e extremamente veloz, ganhou a alcunha de Jacozinho pois era comparado ao atacante sergipano da década de 1980.

## Carreira
Marco Aurélio foi revelado pelo Flamengo no ano de 1995 com status de promessa. Em 1996, foi carrasco do Fluminense no Campeonato Brasileiro daquele ano, marcando 2 gols.
Apesar de ter feito as primeiras atuações com o time profissional entre 1995 e 1996, Jacozinho apenas consolidou-se no time principal rubro-negro no ano de 1997. No Flamengo, não foi só a irregularidade que o tirou do time. Apesar de parceiro de Romário no ataque, os dois não eram entrosados nas relações interpessoais. Tanto é que, em um Fla-Flu, em uma entrevista, Romário fez questão de chamar Marco Aurélio de burro: "Esse Marco Aurélio é burro pra c..., só faz m...!".
Foi emprestado ao espanhol Badajoz, passou também por Joinville e União São João, até voltar para o Flamengo em 1999, quando fez parte do elenco que foi campeão da Copa Mercosul. 
Em 2000, ele entrou para a história da Ponte Preta ao marcar, de antes do meio de campo, o "gol que Pelé não fez", e que é considerado o gol mais bonito da história da Ponte Preta. O tento foi marcado contra o Atlético-MG pelo Brasileirão daquele ano.
Passou ainda por Vitória de Setúbal, Matonense, Náutico, entre outros.
Em 2002, foi Vice da Libertadores com o São Caetano. Jogou os campeonatos brasileiros de 2002 e 2003 por esse clube.
Em 2005, atuando pelo Grêmio, ele era um dos presentes na famosa Batalha dos Aflitos.
Depois do Grêmio, passou ainda pelo futebol austríaco[carece de fontes?]
Em 2008, teve o contrato rescindido com o 15 de Novembro, de Campo Bom, depois de ele ter sido expulso no jogo de abertura da competição.
Em 2009, disputou o Campeonato Paranaense pelo Toledo, passando posteriormente pelo Grêmio Cataduvense, Juventus e Paulínia.
Seu último registro de clube foi uma passagem em 2013 pelo Independente de Limeira, no interior de São Paulo.

## Conquistas e campanhas de Destaque
Flamengo
- Copa de Ouro Nicolás Leoz: 1996
- Campeão da Copa dos Campeões Mundiais: 1997
- Campeão do Torneio Quadrangular de Brasília:  1997
- Vice-Campeão da Copa do Brasil: 1997
- Vice-Campeão da Torneio Rio-São Paulo: 1997
- Copa Mercosul: 1999

São Caetano
- Vice-campeão da Libertadores: 2002

Santo André
- Copa do Brasil: 2004

Grêmio
- Campeonato Brasileiro Série B: 2005